# Gasthaus Hauptstraße 33
Das ehemalige Gasthaus Hauptstraße 33 (Wessels Hotel) in Syke stammt von 1896.
Das Gebäude steht unter Denkmalschutz.

## Geschichte
Die Familie Bomhoff besaß das Grundstück seit den 1760er Jahren. 1808 brannte ihr Wohn- und Wirtshaus bei einem Großbrand nieder. Ab 1810 bestand hier eine wieder aufgebaute Herberge als Bomhoff’sches Gasthaus. Der Gastwirt und später auch Bierverleger Heinrich Christoph Bomhoff war der Vorbesitzer des Areals. Nach seinem Tod heiratete die Witwe 1886 den Gastwirt und Bierverleger Heinrich Wessel.
Das zweigeschossige verklinkerte historisierende Gebäude im Stil der Neorenaissance mit einem Walmdach, dem vierachsigen Mittelrisalit und einem ausgeprägten Gesims sowie variierten Ädikulafenstern, wurde 1895/96 nach Plänen des Zimmermeisters Karsten Nienstädt für Wessel, seine Frau sowie seine Stieftochter Lina Bomhoff gebaut. Wessel betrieb das Gasthaus und Hotel mit einem geräumigen Saal im Obergeschoss. Es war zeitweise eine bevorzugte Herberge für Wandergesellen. Von 1908 bis 1919 war hier auch die Verwaltung des Fleckens in zwei Räumen untergebracht und hier tagte der Gemeinderat. 1919 verkaufte Wessel, nun auch Bürgervorsteher, das Haus seiner Stieftochter.
Es folgte u. a. Ernst Wendel als Gastwirt.
Hier tagten auch Gruppen, Vereine und Parteien und es fanden diverse Veranstaltungen statt.
Nachdem die letzte Eigentümerin Andrea Delicat Anfang 2020 verstorben war, wurde der Betrieb im April 2020 aufgeben. Die Stadt hat das Areal 2021 erworben und suchte 2022 nach einer neuen Nutzung und/oder einem neuen Eigentümer.